# Возницын, Александр Артемьевич
 Александр Артемьевич Возницын  (1701—1738) — отставной офицер военно-морского флота Российской империи, отрёкшийся от православия и принявший иудаизм, за что в 1738 году по приказу императрицы Анны Иоанновны был заживо сожжён.

## Биография
Родился в 1701 году. Сын дьяка Артемия Богдановича Возницына и жены его Мавры Львовны, племянник известного во второй половине XVII думного дьяка Прокофия Богдановича. В 1714 году записан в Морскую академию, а в 1717 году определён гардемарином на флот и в 1722 году произведен в мичманы. В 1728 году Возницын переведен в Кавалергардский корпус.
В 1730 году произведен в капитаны, а в 1731 году при расформировании Кавалергардского корпуса переведён на флот капитан-лейтенантом. В 1733 году по Высочайшему указу, он был исключен из флота за незнанием действительного морского искусства и отправлен в военную коллегию для определения в армейские сухопутные полки.
В декабре 1733 года Возницын подал прошение об отставке, ссылаясь на свою болезнь и прилагая к прошению свидетельство доктора Гердинга, который нашёл у него в селезёнке болезнь, «от которой началось удушье и судорожное сведение, что от худо употребленных напредь сего меркуриальных медикаментов учинилось, от чего вся кровь повредилась, так что всякие опасные приключительства у него в руках и ногах сделались и на левой руке водяную опухоль имеет и затем тремя пальцами владеть не может». По мнению доктора Гердинга, Возницын к воинской службе не годен.
Другой врач Энглерт не нашёл у Возницына никакой болезни, а обнаружил только припухлость левой руки. После этого военная коллегия отпустила Возницына домой на год для выздоровления. 30 апреля 1735 года Возницын подал заявление в военную контору, что из-за болезни ему стало ещё хуже. К нему для освидетельствования был отправлен майор Зубов, объявивший Военной конторе, что он действительно болен и страдает беспамятством.
Вторично к Возницыну был послан солдат Степан Каширин, который также подтвердил, что Возницын болен. После чего военная контора послала для освидетельствования доктора Шмита, который также подтвердил, что Возницын болен и сошёл с ума. Срок отпуска для лечения был продолжен до января 1736 года, но уже в августе того же года Возницын прибыл в Санкт-Петербург и лично заявил военной коллегии о полном своём выздоровлении.
Медицинская канцелярия, куда Возницын был отправлен для освидетельствования, подтвердила, что он здоров, однако, по мнению военной коллегии, к воинской службе не годен. 2 октября 1736 года Возницын уволен в отставку. В 1738 году Возницын, проживая в Москве, познакомился с евреем Борохом Лейбовым, бывшим главой небольшого кружка евреев, занимавшихся прозелитизмом. Поддавшись убеждениям Бороха, поехал с ним в Польшу, где приступил к изучению Талмуда. Борох привёз Возницына в Дубровно к своему сыну и здесь в присутствии ещё двух других евреев совершил над ним обрезание.
Жена Возницына Елена Ивановна донесла в Московскую Синодальную канцелярию о том, что Возницын отрёкся от православия и принял иудейство. Началось следствие. Возницын, Борох Лейбов и Шмерль были вызваны в Московскую синодальную контору, а оттуда отправлены в тайную канцелярию. Борох Лейбов в Синодальной канцелярии ни в чём не сознался, Возницын также отказался от предъявленных ему обвинений. По предписанию Синода Возницына арестовали и поместили в тюрьму Московской синодальной конторы, где держали в кандалах под строгим караулом, отдельно от других заключенных. Следствие велось инквизиторскими методами архимандритом Богоявленского монастыря Герасимом и коломенским епископом Вениамином. Под пытками Возницын сознался, что перешёл в иудейство.
В это же время началось следствие по делу об убийстве Борохом священника Аврамия. Оба эти дела объединили в одно дело. 22 марта 1738 года Возницын во всём сознался. 3 июля 1738 года императрицей была подписана резолюция: «Понеже оные Возницын в богохулении на Христа Спасителя Нашего и в отражении истинного Христианского закона и в принятии жидовской веры, и жид Борох Лейбов в превращении его чрез прелестные свои увещания в жидовство, сами повинились и для того ими розыскивать больше не в чем, дабы долее сие богопротивное дело не продолжилось и такие, богохульник Возницын и превратитель в жидовство жид Борох, других прельщать не дерзали, того ради за такие их богопротивные вины без дальнего продолжения по силе Государственных прав обоих казнить смертию сжечь, чтоб другие, смотря на то, невежды и богопротивники от Христианского закона отступать не могли и таковые же прелестники, как оный жид Борох, из Христианского закона прельщать и в свои законы превращать не дерзали, а жида Смерля, когда он в том деле ни в чём не приличился освободить. Анна.» Возницын и Лейбов были публично сожжены 15 июля 1738 года на Адмиралтейском острове в Петербурге.